# ザルネシュティ
ザルネシュティ（ルーマニア語: Zărnești）は、ルーマニアのブラショヴ県にある町。人口2万6520人。ドイツ語名モルケンドルフ (Molkendorf)、ハンガリー語名ゼルネシュト (Zernest)。トハヌ・ノウ (Tohanu Nou) の一村の行政もカバーする。
トランシルヴァニアアルプス山脈の一部、ピアトラ・クライウルイ山地のふもとに位置する。ピアトラ・クライウルイ国立公園の玄関口として、多くの観光客やハイカーが訪れる。

## 歴史
古代ローマ時代、現在のザルネシュティには第13軍団ゲミナの兵士が葬られた。1373年に Zârna として初めて記録上に現れ、1395年の文献には possessio regalis Zerne とある。1437年以降には Zerna、Villa Czerne、Zernyest といった表記もみられる。
現在のザルネシュティは、旧市街と同じ場所に発達した。町内のトハンはルーマニアで最も歴史ある村落のひとつで、名前も古来より変わっていない。
1951年にザルネシュティが町制施行されると、トハヌル・ヴェキ（旧トハン）はそれに編入された。1968年にはトハヌル・ノウ（新トハン）のコミュニティがザルネシュティの中心部に含まれた。
その地形の多様性から、住民は古来より農業で生計を立ててきた。産業化は1800年代にはじまり、1852年に製紙工場が、1936年に工廠が建てられた。これらの計画で、ザルネシュティは田園地帯から都市に変ぼうを遂げた。
ソビエト連邦の支配下で町は大いに発展し、人口は2万5000人に到達、近隣の村々のそれも同様に増加した。しかし1989年のルーマニア革命後に工場は閉鎖され、民間に払い下げられた。
近年、ザルネシュティは観光客の急増に沸いており、高どまりする失業率の緩和にも一役買っている。観光業は町にとって将来有望なセクターになっている。

## 出身有名人
- ラレシュ・マネア - スキー登山家
- ディミトル・フルンク - スキー登山家
- イオヌツ・ガリツェアヌ - スキー登山家
- トライアン・モショイウ - 軍人

## ギャラリー

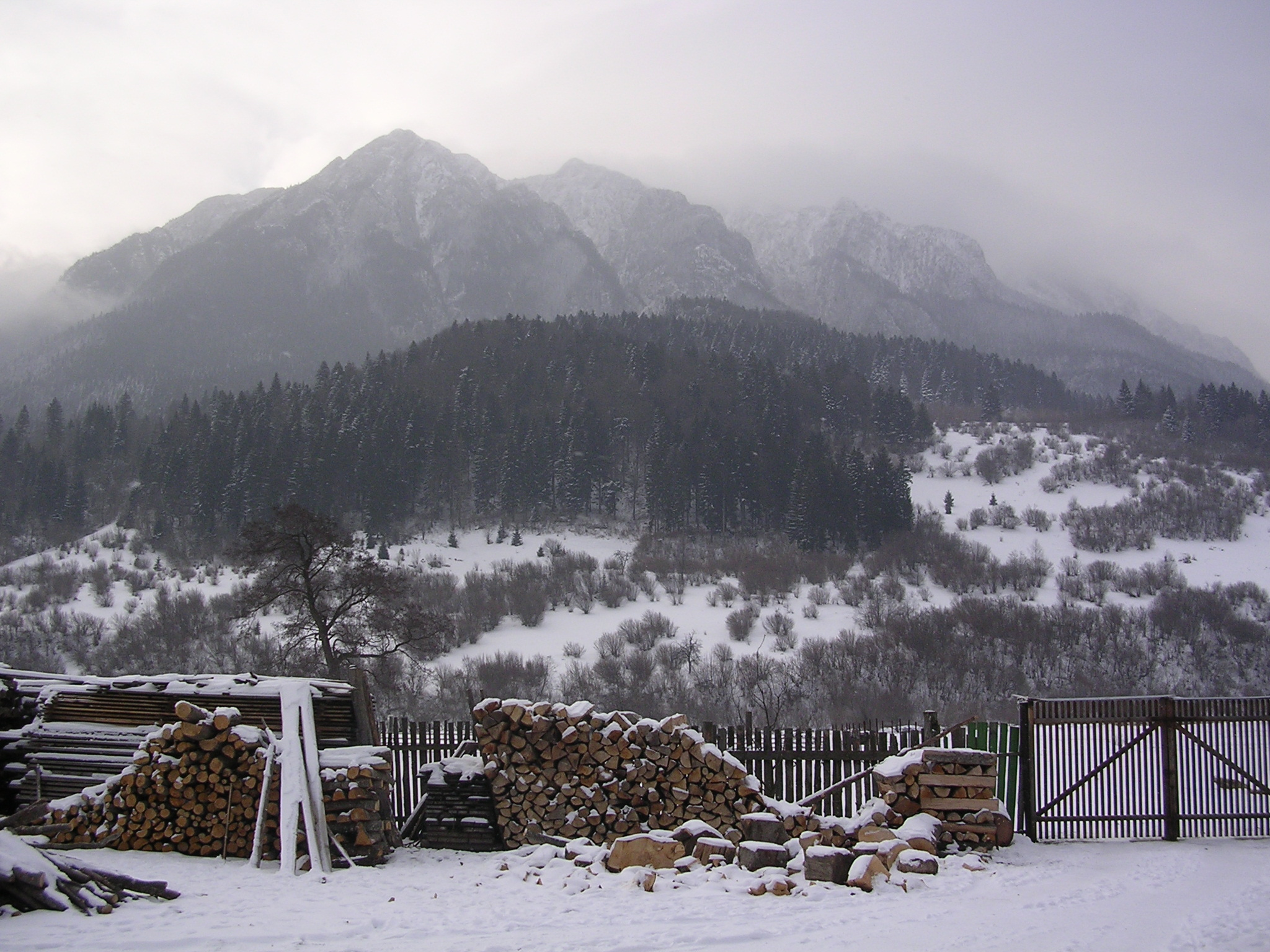
市街よりピアトラ・クライウルイ山地を望む